# Myophonus blighi
- Commons
- Wikispecies

Tordo-assobiador-do-ceilão ou tordo-assobiador-cingalês (Myophonus blighi) é uma ave pertencente ao género Myophonus. É residente e endémica no Sri Lanka.